# Felnac
Felnac là một xã thuộc hạt Arad, România. Dân số thời điểm năm 2002 là 5183 người.